# Jardines de Munsinger y Clemens
Los Jardines de Munsinger y Clemens (en inglés: Munsinger Gardens and Clemens Gardens) en realidad son dos jardines adyacentes, los jardines de Munsinger de 14 acres y los jardines de Clemens de 7 acres de extensión, en St. Cloud, Minnesota. 
Están administrados por la sociedad sin ánimo de lucro "Munsinger Clemens Botanical Society".

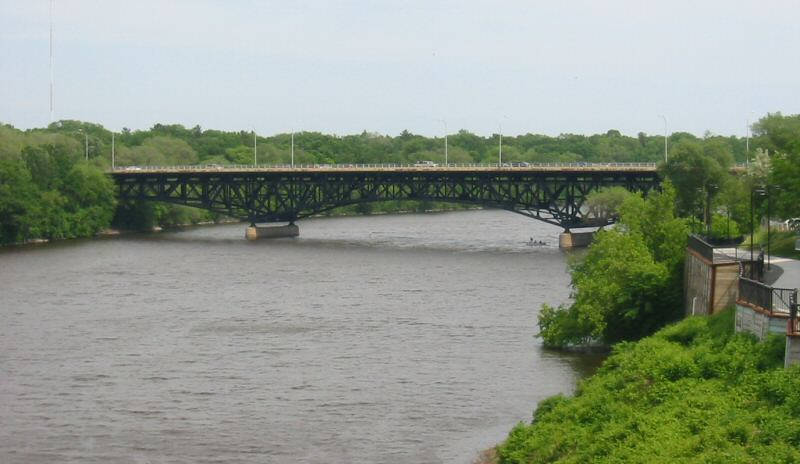
El puente DeSoto sobre el Río Misisipi en St. Cloud

## Localización
Estos jardines se ubican en los bancos del Río Misisipi al noroeste de la intersección de University Drive SE y Kilian Blvd SE, y a lo largo de la parte más al sur de Riverside Drive SE.
Munsinger Gardens and Clemens Gardens Riverside Drive SE, St. Cloud, Stearns county, Minnesota, MN 55318 United States of America-Estados Unidos de América
Planos y vistas satelitales.45°33′1.44″N 94°8′39.12″O / 45.5504000, -94.1442000
Se encuentra abierto al público todos los días del año excepto Día de Acción de Gracias y Navidad. 

## Jardines Munsinger
Los jardines de Munsinger son unos jardines informales con caminos serpenteantes bordeados por flores bajo altos pinos, y la fecha a partir de 1915 cuando la ciudad adquirió el antiguo emplazamiento de un aserradero como un parque. 
Los jardines se construyeron sobre todo en la década de 1930 por el Works Progress Administration. Proyectos de este período incluyen la plantación de árboles y flores, y la construcción de caminos de piedra forrados, un estanque de lirios, y una fuente. 
El primer invernadero fue construido en 1938, que posteriormente ha sido reemplazado. Los jardines fueron renovados e incrementados en la década de 1980.

## Jardines Clemens
Los jardines Clemens se desarrollaron principalmente en la década de 1990 por Bill y Virginia Clemens, quienes los donaron a la ciudad de St. Cloud. 
Se incluyen seis jardines de estilo Europeo formal con las plantaciones americanas y fuentes:
- Formal Garden (1986) - con plantas ornamentales de flor con una fuente.

- Perennial Garden - plantas perennes resistentes a los inviernos de Minnesota, con una fuente en fundición de una altura de 12 pies (3.7 m), réplica del diseño de una fuente pre-Guerra de Secesión Estadounidense según el original en Columbus, Georgia.

- Rest Area Garden - clematis y rosales trepadores, con una de las fuentes más altas al aire libre en Minnesota.

- Treillage Garden - un Cenador (104 pies de largo, con cúpula central de 24 pies (7.3 m) de alto), con una fuente debajo de la cúpula, rodeado por cuatro jardines de un solo color.

- Virginia Clemens Rose Garden (1990) - rosaleda que albega unas 1,100 rosas incluyendo floribundas, rosales arbustivos, híbridas del té, rosales arborescentes, y grandifloras.

- White Garden (1994) - inspirado por el jardín de Sissinghurst Castle en Inglaterra.